# 25e gala des prix Félix
Les lauréats des prix Félix en 2003, artistes québécois œuvrant dans l'industrie de la chanson, ont reçu leurs récompenses à l'occasion du vingt-cinquième Gala de l'ADISQ, animé par Guy A. Lepage et qui eut lieu le 26 octobre 2003.

## Interprète masculin de l'année
- Sylvain Cossette

Autres nommés : Daniel Bélanger, Éric Lapointe, Jean Leloup, Plume Latraverse, Bruno Pelletier et Yann Perreau.

## Interprète féminine de l'année
- Isabelle Boulay

Autres nommées : Diane Dufresne, Lulu Hugues, Ariane Moffatt, Ginette Reno, Chloé Sainte-Marie, Marie-Chantal Toupin.

## Révélation de l'année
- Ariane Moffatt

Autres nommés : Gregory Charles, Corneille, Lulu Hugues, Yann Perreau.

## Groupe de l'année
- les Cowboys Fringants

Autres nommés : la Chicane, les Charbonniers de l'Enfer, les Respectables, Mes Aïeux.

## Auteur-compositeur de l'année
- Jérôme Minière

Autres nommés : Gilles Bélanger, Marc Déry, Jean Leloup, Ariane Moffatt.

## Artiste s'étant le plus illustré hors Québec
- Natasha St-Pier

Autres nommés : Corneille, Jorane, la Volée d'Castors, Garou.

## Artiste s'étant illustré dans une langue autre que le français
- Bob Walsh

Autres nommés : Céline Dion, Steve Hill, Jescze Raz, One Ton.

## Artiste de la francophonie s'étant le plus illustré au Québec
- Indochine

Autres nommés : Patrick Bruel, Serge Lama, Lorie, Diane Tell.

## Chanson populaire de l'année
- Et c'est pas fini de Star Académie 2003

Autres nommées : Faire la paix avec l'amour de Dany Bédar, Pour n'importe où de Daniel Bélanger, Changer de Jean-François Breau et Marie-Ève Janvier, Avec classe de Corneille, Depuis de Marc Déry, Viens donc m'voir de la Chicane, Un beau grand slow de Éric Lapointe, Ballade à Toronto de Jean Leloup, Toune d'automne des Cowboys Fringants.

## Album le plus vendu
- Star Académie 2003

Autres nommés : MixMania (Artistes variés), L'Album pirate de François Pérusse de François Pérusse, La Vallée des réputations de Jean Leloup, Marie-Michèle Desrosiers chante Noël avec le Chœur de l'Armée rouge de Marie-Michèle Desrosiers.

## Album pop de l'année
- Star Académie 2003

Autres nommés : MixMania (Artistes variés), Don Juan (Artistes variés dont Jean-François Breau et Marie-Ève Janvier), Ses plus belles histoires d'Isabelle Boulay, Parce qu'on vient de loin de Corneille.

## Album rock de l'année
- La Vallée des réputations de Jean Leloup

Autres nommés : Le Désert de Martin Deschamps, Ent'nous autres de La Chicane, Quadrophonie des Respectables, Maudit bordel de Marie-Chantal Toupin.

## Album pop-rock de l'année
- Aquanaute d'Ariane Moffatt

Autres nommés : France D'Amour de France D'Amour, À l'avenir de Marc Déry, La vie qui dure de Gabrielle Destroismaisons, Un monde à l'envers de Bruno Pelletier.

## Album alternatif de l'année
- Attache ta tuque des Cowboys Fringants

## Album folk contemporain de l'année
- Je marche à toi de Chloé Sainte-Marie

## Album traditionnel de l'année
- Wô des Charbonniers de l'Enfer

## Album hip-hop de l'année
- J'révolutionne de Muzion

## Album country de l'année
- Chansons consignées du groupe les Ours

Autres nommés : Chansons du patrimoine - Volume 2 de Georges Hamel, Josée Truchon de Josée Truchon, Nous deux de Pier Béland

## Album humour de l'année
- L'album pirate de François Pérusse de François Pérusse

Autres nommés: Comment ça, 2000...2001...2002? de Yvon Deschamps, Les Denis Drolet des Denis Drolet.

## Album instrumental de l'année
- Piano solitude d'André Gagnon

Autre nommé: Romance de Richard Abel.

## Album jazz de l'année
- Then & Now Oliver Jones de Skip Bey

## Album jeunesse de l'année
- Annie Brocoli Noël dans l'espace d'Annie Brocoli

## Album musique électronique de l'année
- Train to Reofa des Jardiniers

## Spectacle de l'année - auteur-compositeur-interprète
- Break syndical - La tournée de les Cowboys Fringants

Autres nommés : Doux sauvage brasse de Robert Charlebois, Aquanaute d'Ariane Moffatt, Un monde à l'envers de Bruno Pelletier, Western Romance de Yann Perreau.

## Spectacle de l'année - interprète
- Noir et blanc de Gregory Charles

Autres nommés : France D'Amour de France D'Amour, En liberté conditionnelle de Diane Dufresne, Ginette en 3 temps - La jeunesse de Ginette Reno, Je marche à toi de Chloé Sainte-Marie.

## Spectacle de l'année - humour
- Louis-José Houde de Louis-José Houde

Autres nommés : Tournée Juste pour rire 2002 (Artistes variés), Simplement... Mario Jean de Mario Jean, Noël brun avec les Denis Drolet de les Denis Drolet, Claudine Mercier de Claudine Mercier.

## Vidéoclip de l'année
- Dans un Spoutnik de Daniel Bélanger

Autres nommés : En berne des Cowboys Fringants, Ostie qu'y s'lève tard de Marc Déry, Quand tu le voudras de Luc Cousineau, Un beau grand slow d'Éric Lapointe.

## Anthologie/Réédition/Compilation de l'année
- Productions Mille-Pattes, Les Collégiens Troubadours, Artistes variés

Autres nommés : Invitez les vautours - Édition 2003, Éric Lapointe, Diffusion YFB; Journal de bord 1976-1980, Beausoleil Broussard, GSI Musique; Un pays qui se chante, Artistes variés, GSI Musique; Airs d'opéra, Roger Doucet, XXI-21 Productions

## Hommage
- Non attribué

## Sources
- Gala de l'ADISQ 2003